# 青島港國際
青島港國際股份有限公司，簡稱青島港國際股份，以及青島港國際（英語：Qingdao Port International Co., Ltd.，港交所：6198，上交所：601298），在2013年，由青岛港（集团）有限公司，於青島（總部）成立一家中國內地港口碼頭營運商。
董事長為鄭明輝。該公司經營青島港所有港口，包括青岛港老港区（大港）、黄岛油港区、前湾保税港区和董家口港区。它們主要經營港口相關服務，範圍從裝卸及倉儲服務等港口基本服務到物流及融資相關服務等配套及延伸服務，除此之外，它們還處理包括集裝箱、金屬礦石、煤炭、石油、糧食、鋼材、汽車及其它液體散貨、幹散貨及一般貨物在內的多種貨物。
該股份在2014年6月6日於港交所主板上市。在2014年5月底，該公司在香港進行全球招股，價格為3.76港元，發售為776,380,000股，集資額為24.9億港元，9成資金將用作建設董家口港區，其餘用作一般營運資金。此外，青島港國際還引入上海振華、中國交通建設集團旗下中交一航局、中集集團旗下中國國際海運集裝箱、中國重汽等主要基礎投資者。

## 連結
- qingdao-port.com （页面存档备份，存于）